# William Hughes Miller
William Hughes Miller (Kosciusko, Mississippi, 16 de março de 1941) é um químico estadunidense.